# Précy-Notre-Dame
Précy-Notre-Dame is een gemeente in het Franse departement Aube (regio Grand Est) en telt 79 inwoners (2009). De plaats maakt deel uit van het arrondissement Bar-sur-Aube.

## Geografie
De oppervlakte van Précy-Notre-Dame bedraagt 4,5 km², de bevolkingsdichtheid is dus 17,6 inwoners per km².
De onderstaande kaart toont de ligging van Précy-Notre-Dame met de belangrijkste infrastructuur en aangrenzende gemeenten.

## Demografie
Onderstaande figuur toont het verloop van het inwonertal (bron: INSEE-tellingen).

Vanwege een beveiligingsprobleem met de MediaWiki Graph-software is het momenteel niet mogelijk deze grafiek weer te geven. Zodra de software is bijgewerkt zal de grafiek vanzelf weer zichtbaar worden.